# Anthony Perkins

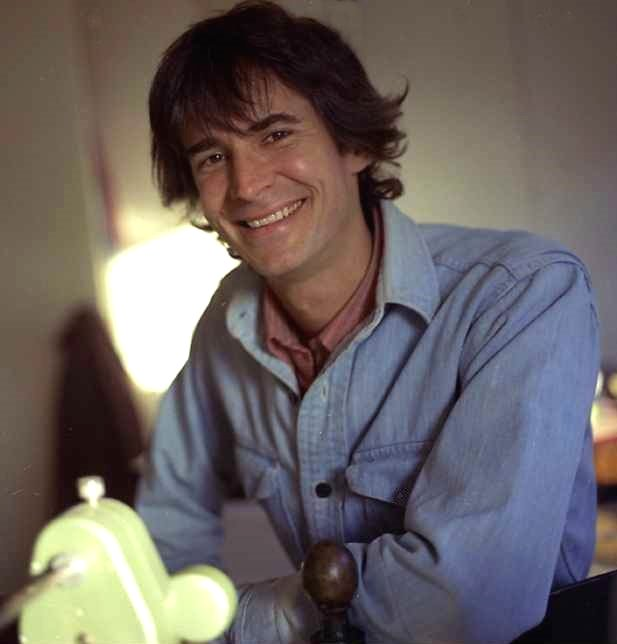
Anthony Perkins (1975)

Anthony Perkins (* 4. April 1932 in New York City; † 12. September 1992 in Hollywood) war ein US-amerikanischer Schauspieler und Regisseur. In Alfred Hitchcocks Klassiker Psycho schrieb er in der Rolle des krankhaft mutterfixierten Motelbesitzers Norman Bates Filmgeschichte. Der Film erfuhr mehrere Fortsetzungen mit Perkins in der Hauptrolle, wobei er Teil 3 auch selbst inszenierte.

## Leben und Werk
Anthony Perkins war das einzige Kind des US-amerikanischen Bühnen- und Filmschauspielers Osgood Perkins (1892–1937) und seiner Frau Janet Esseltyn Rane (1895–1979). Sein Vater war ein populärer Film- und Bühnenschauspieler seiner Zeit und spielte unter anderem in Howard Hawks’ Scarface (1932).
Anthony Perkins gab sein Filmdebüt 1953 in Theaterfieber, einem von George Cukor inszenierten Drama, an der Seite von Spencer Tracy, Jean Simmons und Teresa Wright. In seinem zweiten Film Lockende Versuchung spielte er den Quäkersohn von Gary Cooper und erhielt 1956 eine Nominierung für den Oscar sowie den Golden Globe Award als Bester Nachwuchsdarsteller. Seine erste eigene Hauptrolle hatte er 1957 im Film Die Nacht kennt keine Schatten, in dem er den Baseballspieler Jimmy Piersall verkörperte. 1959 spielte Perkins eine größere Rolle in dem Endzeitdrama Das letzte Ufer, das bei bedeutenden Filmpreisen zahlreiche Nominierungen und Auszeichnungen erhielt. Für seine Rolle in Lieben Sie Brahms? nach dem gleichnamigen Roman von Françoise Sagan gewann er den Darstellerpreis bei den Filmfestspielen von Cannes 1961.
Anthony Perkins gehörte einer neuen Generation von Hollywoodschauspielern an, die sich von dem stereotypen Männerbild des frühen Hollywood, welches maßgeblich von Schauspielern wie John Wayne geprägt war, abheben wollte. Im Gegensatz zu den scheinbar unverwundbaren, „harten“ Männern rückten nun junge, zweifelnde, gefühlsbetonte, oft auch psychisch labile Antihelden ins Zentrum der Filme, zu deren Vertretern zählten etwa John Garfield, James Dean, Montgomery Clift und Marlon Brando.
Nach weiteren erfolgreichen Auftritten im Film und am Broadway folgte 1960 Perkins’ bis heute bekannteste Rolle als identitätsgestörter Mörder in Psycho von Alfred Hitchcock. Die Figur des Norman Bates wurde später vom American Film Institute bei der Wahl zu den 50 größten Schurken des amerikanischen Films auf Platz 2 gewählt und erlangte auch über den Film hinaus Kultstatus. Da Perkins verhindern wollte, durch den Erfolg des Films auf ähnliche Rollen festgelegt zu werden, wandte er sich vielseitigeren Rollenangeboten in Europa zu. In den folgenden Jahren wirkte er dort in einigen erfolgreichen Produktionen mit, so als Joseph K. in Orson Welles’ Film Der Prozeß. Zu seinen folgenden Filmen zählten Phaedra, Die dritte Dimension und Der zehnte Tag. Als Koautor zum Filmdrehbuch des Kriminalfilmes Sheila betätigte er sich 1973. Ein Jahr später spielte er in der starbesetzten Filmadaption des berühmten Kriminalromans Mord im Orient-Express von Agatha Christie mit.

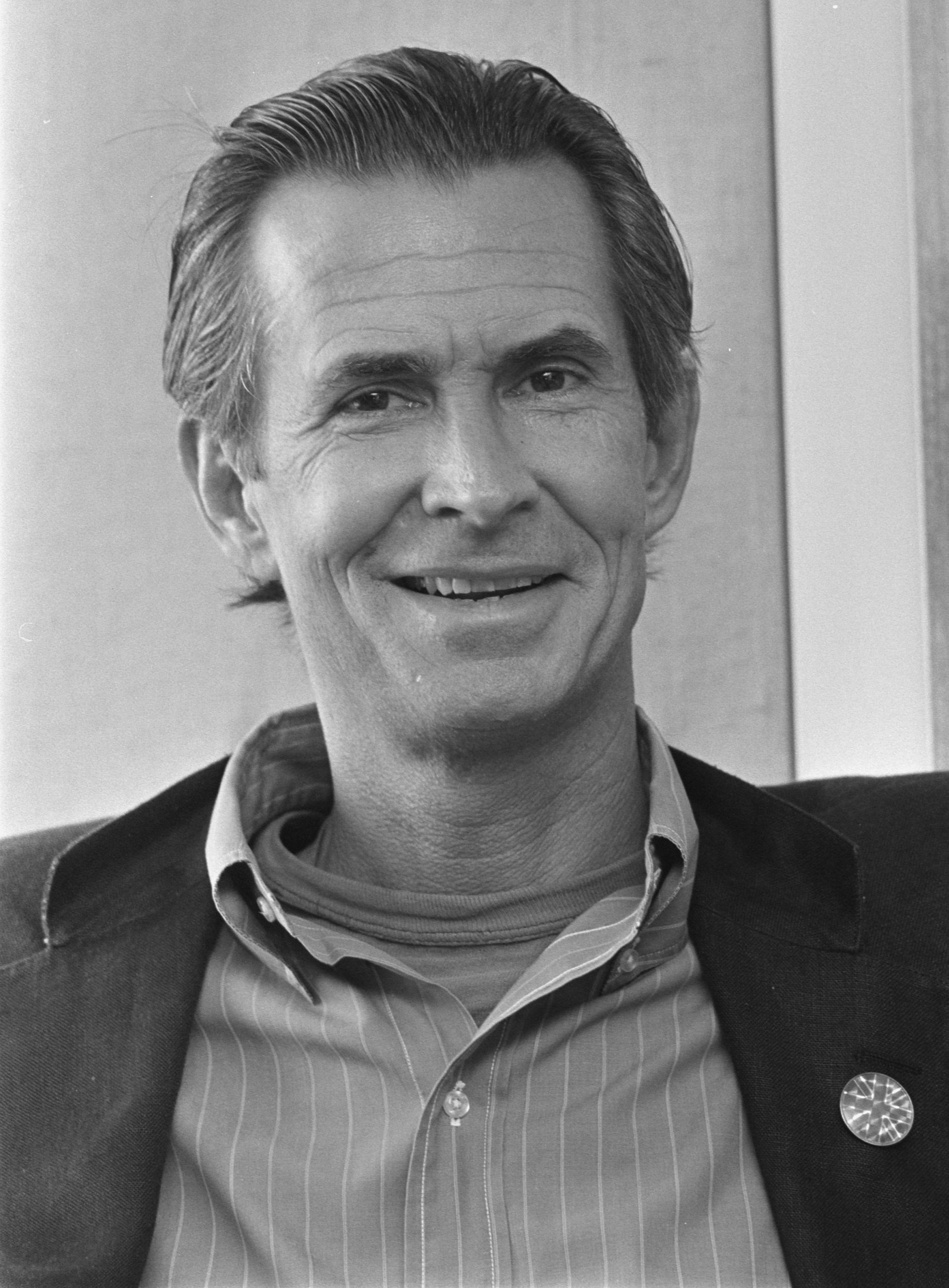
Anthony Perkins (1983)

In Hollywood wurde er trotz dieser Erfolge jedoch noch immer mit der Figur des Norman Bates verbunden. Nach seiner Rückkehr in die Vereinigten Staaten spielte er die Rolle des Norman Bates in drei weiteren Fortsetzungen von Psycho, die nicht denselben Respekt bei Kritikern und Publikum wie Hitchcocks Film erreichten, aber dennoch Achtungserfolge waren. Bei Psycho III betätigte sich Perkins außerdem 1986 als Regisseur. Seinen zweiten und letzten Film als Regisseur drehte er zwei Jahre später mit der Horrorkomödie Der Dicke und die Schöne … zum Fressen gern. Im Laufe seiner Karriere spielte Perkins neben Bates noch weitere bemerkenswerte Charaktere, so unter anderem den Kaplan in Catch-22 – Der böse Trick, der 1970 nach dem Roman Catch-22 von Joseph Heller entstand. Im Jahr 1980 drehte er den Kinofilm Killer aus dem Dunkel mit Lee Broker und Kenneth Welsh. Viele seiner späteren Arbeiten wurden jedoch für das Fernsehen produziert, meist Miniserien oder Fernsehfilme.
Perkins’ deutscher Stammsprecher war von 1957 bis zu seinem Tod Eckart Dux; aushilfsweise wurde er zwischen 1961 und 1978 sechsmal (u. a. in Der Prozeß) von Reinhard Glemnitz gesprochen.

## Privatleben
Anthony Perkins war bisexuell und hatte einige Affären mit Männern, darunter mit dem Balletttänzer Rudolf Nurejew sowie dem Schauspieler Tab Hunter. Perkins selbst erklärte, dass er bis zum Zusammentreffen mit der Schauspielerin Victoria Principal bei den Dreharbeiten zu Das war Roy Bean (1972) nur homosexuelle Liebesbeziehungen hatte. Im Alter von 41 Jahren heiratete er 1973 die 16 Jahre jüngere Fotografin Berinthia „Berry“ Berenson (1948–2001). 1974 kam sein Sohn Osgood „Oz“ Perkins zur Welt, der ebenfalls Schauspieler wurde. Sein zweiter Sohn Elvis Perkins (* 1976) arbeitet als Musiker.
1992 bereitete sich Perkins auf den fünften Teil der Psycho-Filmreihe vor, der jedoch nicht mehr realisiert werden konnte. Anthony Perkins starb am 12. September 1992 mit 60 Jahren an einer durch AIDS verursachten Lungenentzündung. Er hatte die AIDS-Erkrankung seit der Diagnose im Jahr 1986 vor der Öffentlichkeit und sogar vor seinen Freunden und seinen Kindern geheim gehalten. Nur seine Frau war eingeweiht. Sie starb bei den Terroranschlägen am 11. September 2001 an Bord von American-Airlines-Flug 11 – in dem ersten von zwei Flugzeugen, die in das World Trade Center gesteuert wurden.

## In der Kunst
- Perkins’ Leben wurde in der Biographie Split Image von Charles Winecoff niedergeschrieben und erschien 2006.
- Im Spielfilm Hitchcock (2012) werden die Dreharbeiten zu Psycho thematisiert. Perkins wird dabei von Schauspieler James D’Arcy dargestellt.

## Filmografie (Auswahl)
- 1953: Theaterfieber (The Actress)
- 1956: Lockende Versuchung (Friendly Persuasion)
- 1957: Die Nacht kennt keine Schatten (Fear Strikes Out) – Regie: Robert Mulligan
- 1957: Stern des Gesetzes (The Tin Star)
- 1957: Der Einsame (The Lonely Man)
- 1958: Die Heiratsvermittlerin (The Matchmaker) – Regie: Joseph Anthony
- 1958: Begierde unter Ulmen (Desire Under the Elms) - Regie: Delbert Mann
- 1959: Das letzte Ufer (On the Beach)
- 1960: Je länger, je lieber (Tall story) – Regie: Joshua Logan
- 1960: Psycho
- 1961: Lieben Sie Brahms? (Aimez-vous Brahms)
- 1962: Phaedra
- 1962: Die dritte Dimension (Le Couteau dans la plaie)
- 1962: Der Prozeß (Le Procès)
- 1966: Brennt Paris? (Paris brûle-t-il ?)
- 1967: Champagner-Mörder (Le Scandale) – Regie: Claude Chabrol
- 1967: Der Engel mit der Mörderhand (Pretty Poison)
- 1970: Catch-22 – Der böse Trick (Catch 22)
- 1971: Der zehnte Tag (La Décade prodigieuse)
- 1972: Das war Roy Bean (The Life and Times of Judge Roy Bean)
- 1972: Spiel dein Spiel (Play It as It Lays)
- 1974: Mord im Orient-Express (Murder on the Orient Express)
- 1975: Mahagoni (Mahogany)
- 1978: Du wirst noch an mich denken (Remember My Name) – Regie: Alan Rudolph
- 1978: Les Misérables – Regie: Glenn Jordan
- 1979: Das schwarze Loch (The Black Hole)
- 1979: Sprengkommando Atlantik (North Sea Hijack)
- 1983: Psycho II
- 1984: China Blue bei Tag und Nacht (Crimes of Passion)
- 1984: Handlanger des Todes (TV) (The Glory Boys) – Regie: Michael Ferguson
- 1986: Psycho III
- 1988: Der Dicke und die Schöne… zum Fressen gern (Lucky Stiff) – Regie: Anthony Perkins
- 1988: Destroyer – Regie: Robert Kirk
- 1989: Split – Edge of Sanity – Dr. Jekyll und Mr. Hyde – Regie: Gérard Kikoïne
- 1990: Psycho IV – The Beginning
- 1990: Daughter of Darkness – Regie: Stuart Gordon
- 1991: Der Mann nebenan
- 1992: Schreie im Wald (In the Deep Woods) – Regie: Charles Correll

## Auszeichnungen
- 1957 Golden Globe als Bester Nachwuchsschauspieler für Lockende Versuchung
- 1957 Oscar-Nominierung als Bester Nebendarsteller für Lockende Versuchung
- 1960 International Board of Motion Picture Reviewers 	Bester Darsteller für Psycho
- 1962 und 1963 Bronzener Bravo Otto der deutschen Jugendzeitschrift BRAVO

## Dokumentation
- 2020: Anthony Perkins – Im Schatten von „Psycho“, von Christophe Champclaux